# ТУ1
Тепловоз ТУ1 (Тепловоз вУзькоколійний 1; рос. Тепловоз Узкоколейный, тип 1) — прототип тепловоза ТУ2, побудований Калузьким машинобудівним заводом у 2 екземплярах 1954. Перший радянський вузькоколійний тепловоз.

## Історія створення та випуску

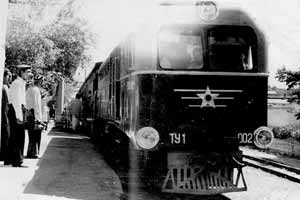
Тепловоз вузькоколійний ТУ1

На початку 1950-их років за «Планом реконструкції тяги» на Радянських залізницях і для роботи на споруджуваних вузькоколійних залізницях на цілинних землях проектно-конструкторському бюро Центрального управління машинобудівними заводами було надано розробку, а Калузькому машинобудівному заводу побудувати дослідний зразок вузькоколійного тепловоза. Окрім роботи в районах освоєння цілинних земель, тепловоз передбачалося використовувати на вузькоколійних залізницях Міністерства шляхів сполучення для заміни паровозів Гр, серії П24 К4 та інших. На той час на радянські залізниці широкої колії вже почали надходити серійно виготовлені тепловози заводу «Алко» (США) і вітчизняні аналоги ТЕ1 і двосекційні ТЕ2.
Електрична передача відмінно зарекомендувала себе на локомотивах широкої колії, тому за основу нового вузькоколійного локомотива взяли тепловоз з електропередачею. Вже до липня 1955 року Калузький завод виготовив перший екземпляр тепловоза, який отримав позначення МКУ-001, який пізніше отримав назву ТУ1-001. Незабаром було випущено і другий локомотив. Після випробувань стало зрозумілим, що тепловоз до серійного випуску непридатний. Зі суттєвими змінами в силовій установці та електропередачі тепловоз став випускатися під позначенням ТУ2.

## Конструкція
Оскільки тепловоз створювався насамперед для керування поїздами, вирішено було застосувати кузов вагонного типу з двома кабінами керування, щоб не розгортати локомотив на кінцевих станціях. Кузов спирався на дві двовісні локомотивний візок з двоступеневим ресорним підвішуванням.
В якості силової установки було вирішено застосувати 12-циліндровий V-подібний дизельний двигун 1Д12-300 потужністю 300 л. с., який задовольняв усім вимоги потужних та масо-габаритних характеристик. Передача крутного моменту від валу дизеля через муфту здійснювалася головний генератор ПН-1750 постійного струму зі змішаним збудженням. На візках тепловоза були встановлені чотири тягові електродвигуни ДК806А м послідовним збудженням з індивідуальним приводом на кожну вісь.

## Експлуатація

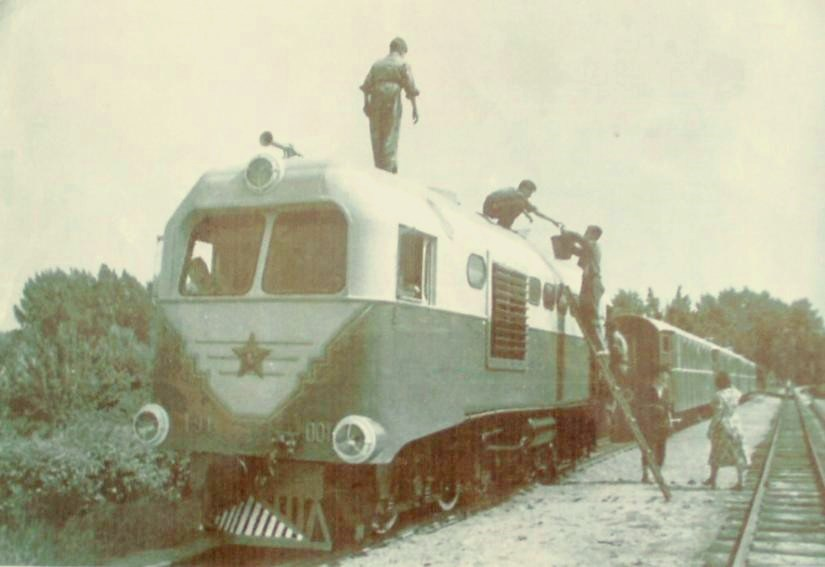
Тепловоз вузькоколійний ТУ1-001 на Київський дитячій залізниці

Тепловоз був направлений для випробувань на Гайворонське відділення Південно-Західної залізниці. Незабаром був побудований другий локомотив ТУ1-002. За результатами випробувань було виявлено погане узгодження в роботі тягового генератора ПН-750 з дизелями типу 1Д12-300 й інші дрібні зауваження.
Тепловози ТУ1-001 і ТУ1-002 після роботи на вузькоколійних залізницях Міністерства шляхів сполучення потрапили на дитячі залізниці — перший спочатку передали на Південно-Уральську дитячу залізницю, а потім на Київську дитячу залізницю, другий на Ташкентську дитячу залізницю, перший та другий пропрацювали до 1992 року, після чого були порізані на металобрухт.